# Forminform
O Forminform foi um dos primeiros escritórios voltados para a criação de marcas e design gráfico no Brasil, fundado em 1958, por Geraldo de Barros, Ruben Martins, Walter Macedo, e Alexandre Wollner. Esse último era recém chegado da Alemanha, como também o posterior membro do grupo Karl Heinz Bergmiller, e trouxeram consigo alguns dos preceitos da Escola de Ulm que marcariam a atuação do escritório, assim como a prática do design no Brasil como um todo. Entre eles, a preocupação com projetos de identidade visual e peças gráficas simples e austeros que muitas vezes dispensavam os nomes das marcas para valorizar signos visuais fortemente reconhecíveis, e o foco em projetos pervasivos que fossem além de mudanças estéticas e que construissem sistemas de comunicação com diversos expoentes.

## História

### Contexto Histórico
Após a Segunda Guerra Mundial, pela primeira vez na história do Brasil, a produção industrial superou a economia agrícola como principal atividade lucrativa. O presidente Juscelino Kubitschek, quando eleito em 1956, lançou o Plano Nacional de Desenvolvimento, conhecido como Plano de Metas, com o objetivo de impulsionar a economia brasileira através de, sobretudo, a produção industrial.
O contexto de crescimento econômico que se configurava no Brasil impulsionou investimentos nas áreas de criação e desenho industrial voltados para empresas. A época ficou marcada pelo engajamento intelectual de profissionais dessas áreas em aproximar arte e indústria, em contextos como os cursos de desenho do IAC e do MASP.

### Atuação

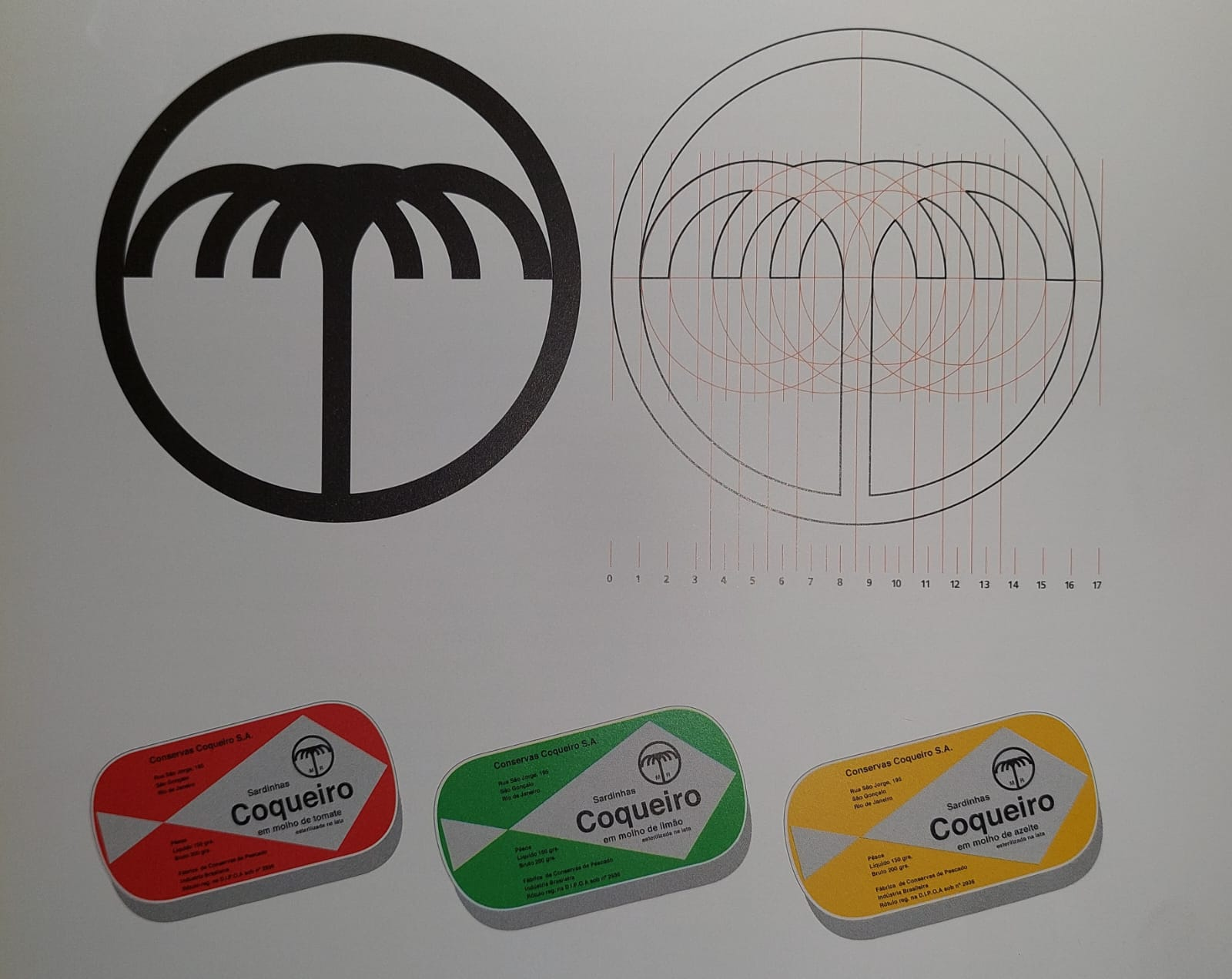
Signo e embalagens da Sardinhas Coqueiro, realizado pelo Forminform. Imagem a partir do livro "Design Visual 50 anos"

Durante seus anos de funcionamento, o Forminform realizou projetos de marca e design gráfico que se tornaram conhecidos, entre eles a marca da Elevadores Atlas (hoje Atlas-Schindler), a reforma gráfica do jornal Correio da Manhã, e a marca e embalagens da Sardinhas Coqueiro, todos realizados no primeiro ano de atuação. Nesse último fica evidente o método do escritório, apresentando um signo simples e memorável: a imagem de um coqueiro construído a partir de semicírculos e uma embalagem com a figura de um peixe criado por um triângulo e losango a partir dos quais os textos são organizados. A mesma linguagem foi aplicada na criação da comunicação publicitária da marca, compondo um sistema unificado de comunicação visual.
Desde o início da atuação do escritório, os membros do Forminform se preocuparam em educar clientes, colaboradores e a comunidade industrial maior sobre a atuação do Design e suas finalidades, nos moldes de Ulm. Essa prática incluiu uma circular que era passada para clientes contendo uma explicação do trabalho de design e do método do escritório. O Forminform, além de sua prática, é tido como tendo sido um importante centro de difusão de conhecimento através dessas relações com clientes e colaboradores, e também de formação de novos designers em programas de estágio e treinamento. Essa importância também fica marcada no envolvimento de alguns de seus expoentes em outros esforços nacionais de educação em Design, como a fundação da Escola Superior de Desenho Industrial, com Wollner e Bergmiller, em 1963.
Após um ano de atividade, em 1959, Wollner e Barros se desligaram do escritório. Ao longo da década de 60, o Forminform passou a se pautar principalmente pela metodologia própria de Ruben Martins, com a saída também de Walter Macedo, em 1963. Com o declínio da saúde e afastamento de Ruben Martins em 1968, a atuação do escritório se reduz, e o Forminform entra em um processo de reorganização estrutural e financeira, ficando sob encargo de sua esposa, Marília Martins. Após o falecimento de Ruben, o escritório operou sob a razão social “Comunicação Visual Ruben Martins" até 1973, quando fechou as portas.
Em 1986, a filha de Ruben, Fernanda Martins, reabriu o Forminform, que voltou a funcionar como escritório de design